# SigmaTel Motion Video
SigmaTel Motion Video o abreviado, SMV es una tecnología que está disponible como add-on de STMP3500 Software Development Kit(SDK). SMV es un formato de video parcialmente comprimido. SMV permite a los usuarios transformar la mayoría de los archivos de video de PC y verlos en Reproductores MP4. SMV es un formato de video usado por reproductores de SigmaTel u otros reproductores basados en su chipset.

## Principios
El formato está basado en audio no comprimido sincronizado con una secuencia de imágenes JPEG, contenidas en frames. Las pequeñas imágenes JPEG deben estar perfectamente calculadas con el tiempo del video, al igual que el sonido. El formato está basado en formatos simples de video y audio, para que puedan ser fácilmente implementados en el hadware, que usa pequeños decodificadores de imagen y audio.
JPEG es una imagen de bitrate variable y la compresión del video en SMV requiere un bitrate constante.